# فرار (فیلم ۲۰۱۷)
فرار (به انگلیسی: The Escape) یک فیلم سینمایی درام بریتانیایی محصول سال ۲۰۱۷ به کارگردانی دومینک ساواج است. این فیلم اولین بار در بخش نمایش ویژه در جشنواره بین‌المللی فیلم تورنتو ۲۰۱۷ به نمایش درآمد.

## داستان
داستان در مورد یک زن عادی است که با یک تصمیم‌گیری فوق‌العاده، زندگی خودش را دگرگون می‌کند و…

## بازیگران
- جما آرترتون در نقش تارا
- دومینیک کوپر در نقش مارک
- فرانسس باربر در نقش آلیسون
- مارته کلر در نقش آنا
- جلیل لیسپرت در نقش فیلیپه

## تولید
این فیلم در مکان‌هایی در کنت، لندن و پاریس فیلمبرداری شده‌است. ساویج یک قصه کلی از داستان نوشت، اما همه دیالوگ‌ها بداهه بود.